# Villiers-en-Désœuvre
Villiers-en-Désœuvre és un municipi francès situat al departament de l'Eure i a la regió de Normandia. L'any 2007 tenia 916 habitants.

## Demografia

### Població
El 2007 la població de fet de Villiers-en-Désœuvre era de 916 persones. Hi havia 324 famílies de les quals 57 eren unipersonals (8 homes vivint sols i 49 dones vivint soles), 105 parelles sense fills, 154 parelles amb fills i 8 famílies monoparentals amb fills.
La població ha evolucionat segons el següent gràfic:
Habitants censats

### Habitatges
El 2007 hi havia 374 habitatges, 327 eren l'habitatge principal de la família, 36 eren segones residències i 11 estaven desocupats. 352 eren cases i 17 eren apartaments. Dels 327 habitatges principals, 261 estaven ocupats pels seus propietaris, 58 estaven llogats i ocupats pels llogaters i 8 estaven cedits a títol gratuït; 3 tenien una cambra, 9 en tenien dues, 41 en tenien tres, 69 en tenien quatre i 206 en tenien cinc o més. 247 habitatges disposaven pel capbaix d'una plaça de pàrquing. A 126 habitatges hi havia un automòbil i a 180 n'hi havia dos o més.

### Piràmide de població
La piràmide de població per edats i sexe el 2009 era:
| Homes | Edats   | Dones |
| ----- | ------- | ----- |
| 0     | 95 o +  | 0     |
| 0     | 90 a 94 | 0     |
| 4     | 85 a 89 | 8     |
| 4     | 80 a 84 | 8     |
| 12    | 75 a 79 | 8     |
| 12    | 70 a 74 | 28    |
| 12    | 65 a 69 | 12    |
| 12    | 60 a 64 | 8     |
| 12    | 55 a 59 | 8     |
| 24    | 50 a 54 | 12    |
| 44    | 45 a 49 | 32    |
| 16    | 40 a 44 | 24    |
| 36    | 35 a 39 | 52    |
| 40    | 30 a 34 | 48    |
| 28    | 25 a 29 | 8     |
| 8     | 20 a 24 | 24    |
| 36    | 15 a 19 | 16    |
| 44    | 10 a 14 | 16    |
| 20    | 5 a 9   | 44    |
| 20    | 0 a 4   | 36    |

## Economia
El 2007 la població en edat de treballar era de 592 persones, 469 eren actives i 123 eren inactives. De les 469 persones actives 434 estaven ocupades (230 homes i 204 dones) i 35 estaven aturades (22 homes i 13 dones). De les 123 persones inactives 34 estaven jubilades, 48 estaven estudiant i 41 estaven classificades com a «altres inactius».

### Ingressos
El 2009 a Villiers-en-Désœuvre hi havia 324 unitats fiscals que integraven 873,5 persones, la mediana anual d'ingressos fiscals per persona era de 20.421 €.

### Activitats econòmiques
Dels 32 establiments que hi havia el 2007, 1 era d'una empresa alimentària, 2 d'empreses de fabricació d'altres productes industrials, 9 d'empreses de construcció, 3 d'empreses de comerç i reparació d'automòbils, 3 d'empreses de transport, 1 d'una empresa d'hostatgeria i restauració, 1 d'una empresa financera, 1 d'una empresa immobiliària, 5 d'empreses de serveis, 3 d'entitats de l'administració pública i 3 d'empreses classificades com a «altres activitats de serveis».
Dels 9 establiments de servei als particulars que hi havia el 2009, 1 era un taller de reparació d'automòbils i de material agrícola, 3 paletes, 2 guixaires pintors, 2 lampisteries i 1 electricista.
Dels 3 establiments comercials que hi havia el 2009, 1 era una botiga de menys de 120 m² i 2 carnisseries.
L'any 2000 a Villiers-en-Désœuvre hi havia 17 explotacions agrícoles que ocupaven un total de 1.464 hectàrees.

## Equipaments sanitaris i escolars
El 2009 hi havia una escola elemental.

## Poblacions més properes
El següent diagrama mostra les poblacions més properes.